# اچ‌ام‌اس کی۱۷
اچ‌ام‌اس کی۱۷ (به انگلیسی: HMS K17) یک زیردریایی بود که طول آن ۳۳۹ فوت (۱۰۳ متر) بود.